# مسجد ياقوت

مسجد ياقوت أحد مساجد مدينة بصرى في سوريا يعود تاريخ بناء المسجد إلى عام 655 هجري 1257 ميلادي بني في عهد والي بصرى شهاب الدين يوسف بن ياقوت وسمي باسمه .